# SMS Viribus Unitis
SMS Viribus Unitis, bio je prvi austro-ugarski dreadnought bojni brod klase Tegetthoff. Viribus Unitis izgrađen je u brodogradilištu Stabilimento Tecnico Triestino u Trstu.
SMS Viribus Unitis bio je admiralski ratni brod. Godine 1918. zapovjedništvo nad brodom preuzeo je Janko Vuković Podkapelski. po završetku Prvoga svjetskog rata, kao i sve brodovlje austro-ugarske ratne mornarice, SMS Viribus Unitis prešao je u hrvatske ruke, odnosno Državi SHS. Dne 31. listopada 1918. godine brod je došao pod vlast Narodnoga vijeća Države SHS, koje je Podkapelskog istodobno imenovalo kontraadmiralom i postavilo za zapovjednika flote. Tek što se na njemu zavijorio barjak crven-bijeli-plavi i tek što je dan prije na Viribusu otpjevana Lijepa naša, već sutradan ujutro – 1. studenoga 1918. godine neslavno je završio na morskom dnu pulske luke. Potopili su ga talijanski vojni diverzanti Raffaele Rossetti i Raffaele Paolucci (u akciji Prepad na Pulu), a nakon nekoliko godina su ga Talijani izvadili i razrezali u komade te rastopili. Dio pramca je u Pomorskom muzeju u Veneciji, sidra su kod ulaza zgrade Ministarstva obrane u Rimu, a jarbolima, koji su se nalazili na gatu ispred vojarne na Muzilu, izgubio se je trag.
Viribus unitis na latinskome znači Zajedničkim snagama. To je bio moto pretposljednjeg i dugovječnog austro-ugarskog cara i kralja Franje Josipa I.

## Poveznice
- Janko Vuković Podkapelski

## Vanjske poveznice
- "Viribus Unitis" / Versenhung der S.M.S. Viribus Unitis  Arhivirana inačica izvorne stranice od 2. listopada 2008. (Wayback Machine)
- Plan pulske luke s ucrtanim smjerom kretanja talijanskih diverzanata koji su 1. studenoga 1918. potopili admiralski brod "Viribus Unitis"  Arhivirana inačica izvorne stranice od 2. ožujka 2008. (Wayback Machine)